# いしかわ子ども交流センター小松館
いしかわ子ども交流センター小松館（いしかわこどもこうりゅうセンターこまつかん）は、石川県小松市符津町にある大型児童館である。

## 概要
1984年（昭和59年）4月1日に開設された総合公園「粟津公園」（面積：8.0ha）の一画に立地している。もともとは石川県立小松児童会館（いしかわけんりつこまつじどうかいかん）であったが、2008年（平成20年）4月よりいしかわ子ども交流センター小松館へと改称された。
当施設は大型児童館A型として独立行政法人福祉医療機構に登録（登録番号：P201014734）されている。また、石川県の避難施設（整理No.616）にもなっている。
設計は、モダニズム建築界を代表する建築家・富家宏泰による。
当施設は子ども関連の行事であれば団体・個人ともに自由に利用できる。また、年間を通してクラブ活動を行っており、絵画・英会話・図工・書道・茶道・工作などのクラブがある。
公園敷地内には遊戯鉄道である「なかよし鉄道」（後述）が設けられており、かつて尾小屋鉄道にて使用された車両が動態保存されている。公園自体は指定管理者である駒谷造園株式会社が管理しているが、「なかよし鉄道」は当施設が管理・運営している。

## 所在地
石川県小松市符津町念仏3番地1

## 利用情報
- 開館時間
  - 3月 - 10月：9:00 - 17:30
  - 11月 - 2月：9:00 - 17:15
- 休館日
  - 毎週月曜日（祝日の場合は開館）
  - 毎月第三日曜日
  - 祝日の翌日
  - 年末年始（12月28日 - 1月4日）
- 行事受付時間（電話受付）：9:00 - 17:00

## 施設

### 館内
3階建ての建屋となっており、各フロアには以下の施設となっている。
1階
- 展示室
交通・航空関係の展示物あり。
- ホール

2階
- 図書室
約7千冊の図書がある。
- 音楽室
- ふれあいの部屋
- 実習室
- おはなしの部屋
- 工作室
- 和室（35畳）

3階
- 天体観測室
口径20.3cmの屈折式大型天体望遠鏡がある。

### 屋外
前庭には遊具や飛行機（実物）があり、施設の外周には「なかよし鉄道」がある。

## なかよし鉄道
全長473m、軌間762mmの軽便鉄道路線が敷設されており、児童会館前駅 - なかよしの森駅間にて軽便気動車「キハ1号」による単行運行を行なっている。1984年（昭和59年）8月1日に運行開始した。

### 運行形態
- 運行日は当施設の開館日と同じ。なお、冬期間（12月上旬 - 3月中旬まで）は運休となる
- 発車時間は水曜日11:30発、土・日・祝祭日は11:30発および15:30発
- 所要時間は往復10分
- 雨天時など、線路状況が悪い場合は運休
- 通常時はキハ1単行で運行。毎年5月5日の「子ども交流まつり」と8月第4日曜の「子どものりもの祭り」の際には保存車全てを用いた4両編成での特別運行が行われる

### 保存車両

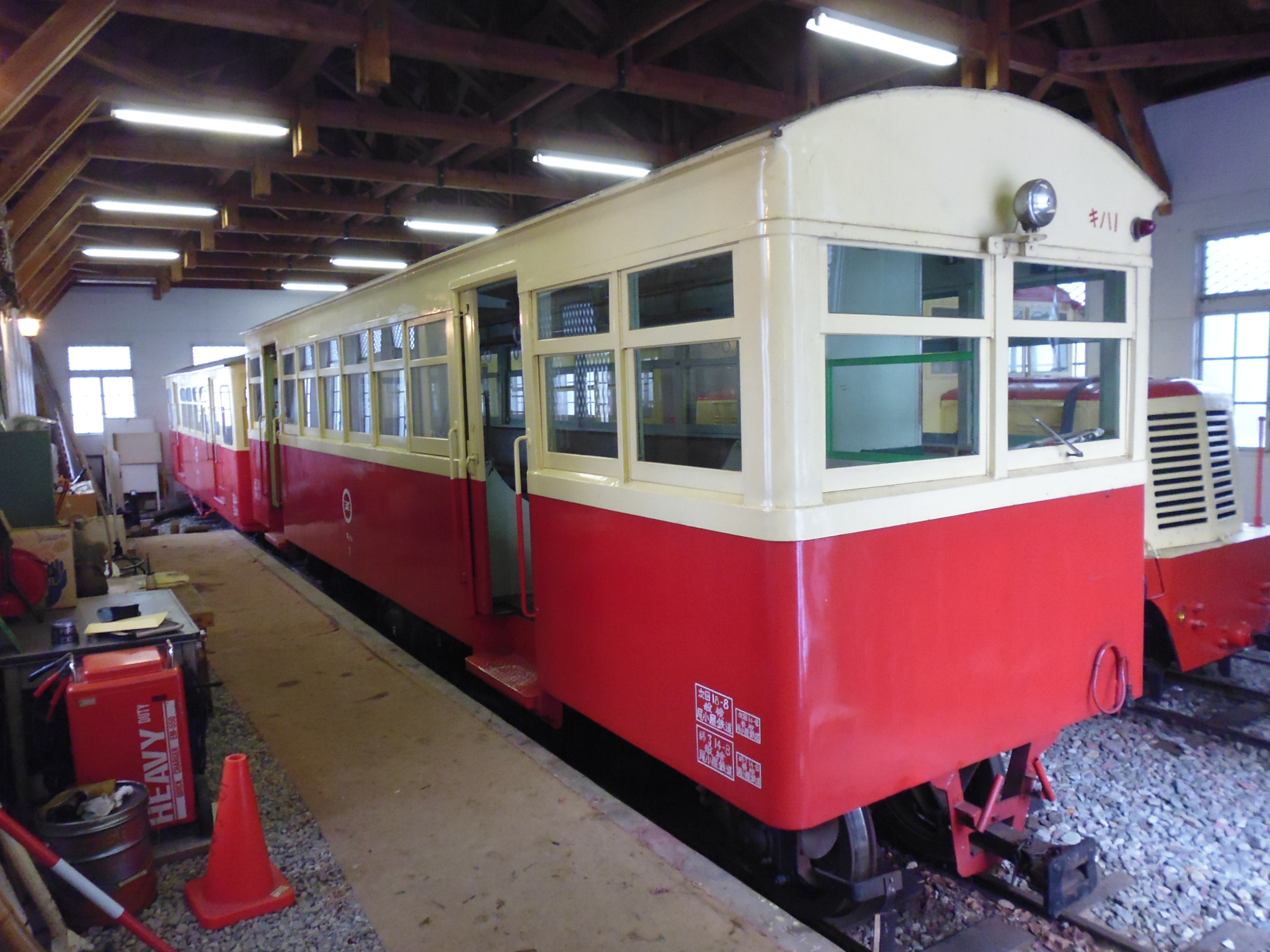
キハ1
1937年3月に製造された日本車輌製造本店製の機械式ガソリン動車。
DC121
1952年10月に製造された協三工業製の12t C型機械式ディーゼル機関車。
ホハフ3
1921年に製造された梅鉢鉄工所製のホハフ1型木造ボギー客車。
ホハフ8
1924年に製造された日本車輌製造本店製のホハフ1型木造ボギー客車。

## その他
グリーンカーテン設置の取り組みにおいて、2011（平成23）年度に小松市主催の「こまつエコ大賞」の優秀賞（団体・企業部門）を受賞している。

## 交通アクセス
- IRいしかわ鉄道線 粟津駅より徒歩約7分

## 周辺
粟津公園内には児童遊園、野球場、テニスコート、多目的グラウンドなどがある。公園の北側には小松製作所粟津工場を中心としたコマツ関連企業・工場がある。
- 公立小松大学粟津キャンパス
- 小松サン・アビリティーズ（小松勤労身体障害者教養文化体育施設）
- 石川県道107号新保矢田野線